# Respiració agònica
La respiració agònica és un patró anormal de la respiració caracteritzat per panteix i dificultat per respirar, acompanyat de vocalitzacions estranyes i mioclonies. Sol ser el preludi d'un quadre d'apnea, seguit d'aturada cardiorrespiratoria. La durada de la respiració agònica pot ser breu o perllongar-se per diverses hores.
Una persona sana respira amb un patró regular i realitza, en repòs, de 15 a 20 aspiracions per minut. Amb la respiració agònica solament es poden prendre tres o quatre aspiracions irregulars per minut, la qual cosa causa que el cos no rebi suficient oxigen (hipòxia). Sense intervenció mèdica, aquest patró de respiració poden causar la mort. Quan aquesta es perllonga per diversos minuts, és freqüent que s'observi xoc cardiogènic o aturada cardiorespiratòria. Encara que en aquests casos, l'evolució posterior del pacient presenta un quadre més favorable que si la respiració agònica no s'hagués produït. La respiració agònica es produeix en el 40% dels casos d'aturades cardíaques experimentades fora d'un entorn hospitalari.